# Voedselverspilling

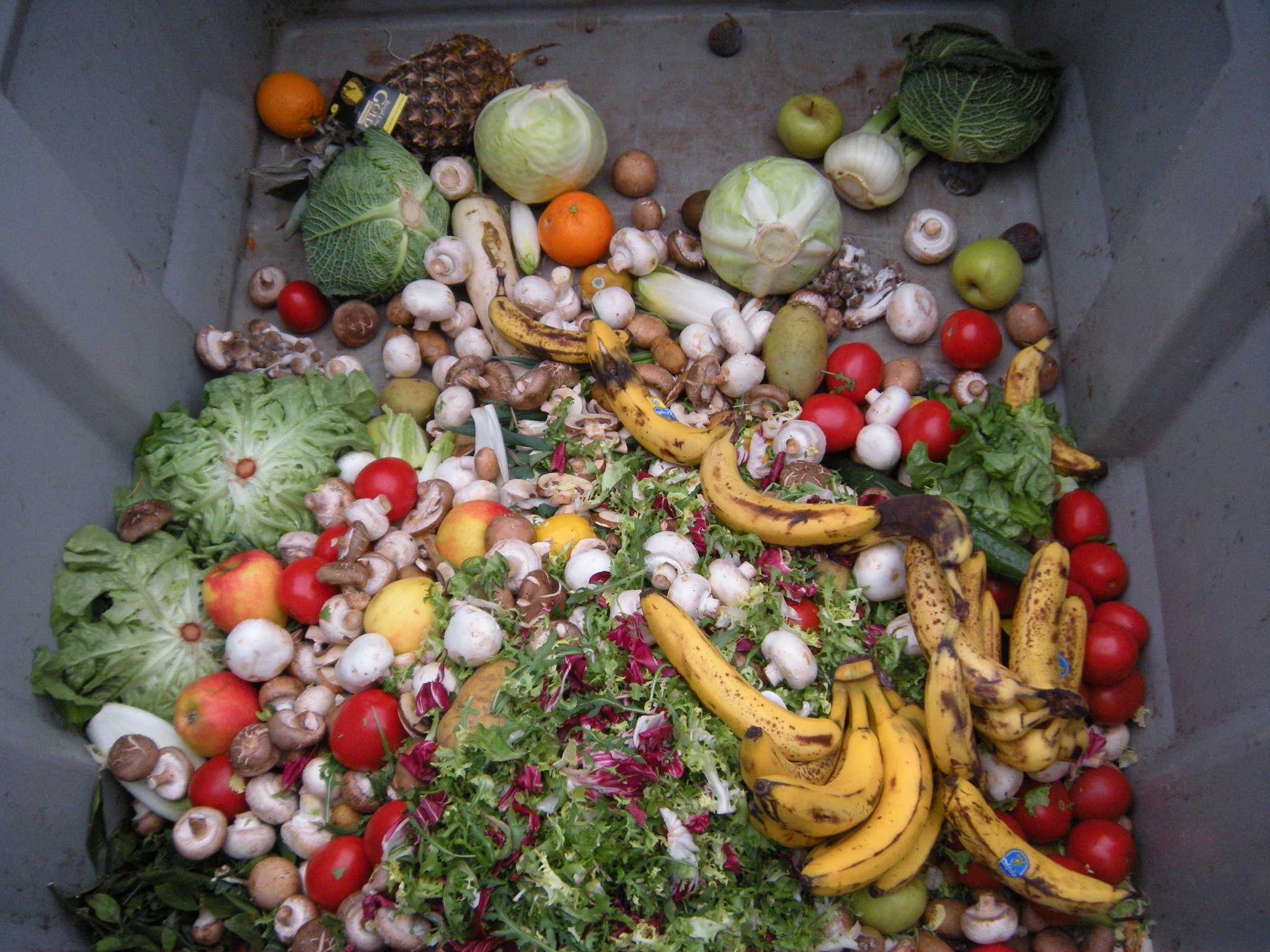
Fruit en groenten in een afvalcontainer

Voedselverspilling of voedselverlies is voedsel dat verloren gaat omdat het niet wordt gegeten of in een eerder productiestadium wordt weggegooid.
Geschat wordt dat wereldwijd een derde tot de helft van al het geproduceerde voedsel verloren gaat of verspild wordt. In landen met lage inkomens treedt het meeste verlies op tijdens de productie, terwijl in ontwikkelde landen veel voedsel – ongeveer 100 kilogram per persoon per jaar – wordt verspild in de consumptiefase.
De effecten van voedselverspilling zijn grootschalig. Verspilling van voedsel speelt belangrijke rol in de impact van de landbouw op klimaatverandering en andere milieukwesties. De Voedsel- en Landbouworganisatie van de Verenigde Naties berekende in 2014 dat voedselverspilling verantwoordelijk is voor wereldwijde economische, ecologische en sociale kosten van 2,6 biljoen dollar per jaar en ongeveer 8 procent van de wereldwijde uitstoot van broeikasgassen veroorzaakt.

## Omvang

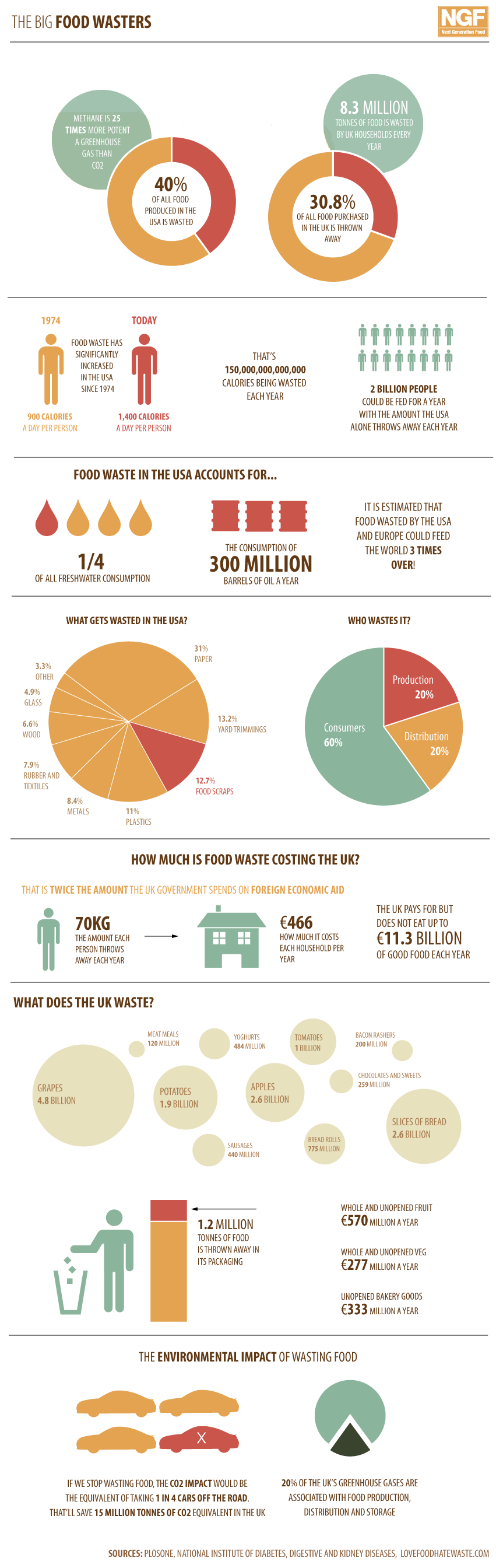
Voedselverspilling infographic, gemaakt door Next Generation Food (2010)

In een onderzoek van SIK uit 2011 werd het totale voedselverlies en -afval wereldwijd geschat op ongeveer een derde van de eetbare delen van voedsel voor menselijke consumptie, wat neerkomt op ongeveer 1,3 miljard ton per jaar. In ontwikkelingslanden gaan naar schatting 400-500 calorieën per dag per persoon verloren, terwijl in ontwikkelde landen 1500 calorieën per dag per persoon worden verspild. In het eerste geval vindt meer dan 40% van de verliezen plaats in de naoogst- en verwerkingsstadia, terwijl in het laatste meer dan 40% van de verliezen plaatsvindt op het niveau van de detailhandel en de consument. Het totale voedselverlies door consumenten in geïndustrialiseerde landen (222 miljoen ton) is bijna gelijk aan de volledige voedselproductie in Sub-Sahara Afrika (230 miljoen ton).
Een rapport uit 2013 van de British Institution of Mechanical Engineers (IME) schatte eveneens dat 30−50% van al het geproduceerde voedsel niet wordt opgegeten.

## Oorzaken

### Productie
Voedselverspilling kan in de meeste stadia van de voedingsindustrie optreden en in aanzienlijke hoeveelheden. In de zelfvoorzieningslandbouw zijn de hoeveelheden voedselafval onbekend, maar zijn ze waarschijnlijk niet significant door het beperkt aantal stadia waarin afval kan plaatsvinden, en gezien het feit dat voedsel wordt gekweekt voor de geprojecteerde behoefte in tegenstelling tot een wereldwijde marktvraag. Desalniettemin kunnen verliezen op de boerderij in opslag in ontwikkelingslanden, met name in Afrikaanse landen, hoog zijn, hoewel over de exacte aard van dergelijke verliezen veel wordt gedebatteerd.
Vanaf het planten kunnen gewassen worden blootgesteld aan plagen en zwaar weer, wat verliezen veroorzaakt vóór de oogst. Het gebruik van machines bij het oogsten kan afval veroorzaken, omdat oogsters mogelijk niet in staat zijn onderscheid te maken tussen rijpe en onrijpe gewassen of omdat slechts een deel van een gewas wordt verzameld.
Economische factoren, zoals voorschriften en normen voor kwaliteit en uiterlijk, veroorzaken ook voedselverspilling; boeren oogsten vaak selectief en geven er de voorkeur aan om gewassen niet op het veld te laten staan (waar ze kunnen worden gebruikt als meststof of diervoeder), omdat ze anders later worden weggegooid. Deze methode om ongewenste producten uit de oogstcollectie, distributielocaties en supermarkten te verwijderen, wordt ruimen genoemd. De USDA definieert ruiming als "de individuele verwijdering van genetisch ongewenste, inferieure, zwakke, zieke of aangetaste planten van een aanplant om het niveau van genetische zuiverheid of groeikracht van het gewas te verzekeren". Wanneer ruimen plaatsvindt in de productie-, voedselverwerkings-, retail- en consumptiefase, is het echter meestal de bedoeling om producten met een vreemd of imperfect uiterlijk te verwijderen of weg te gooien in plaats van producten weg te gooien die bedorven of onveilig zijn om te eten. In stedelijke gebieden worden fruit- en notenbomen vaak niet geoogst omdat mensen ofwel niet beseffen dat de vrucht eetbaar is of dat ze bang zijn dat ze besmet zijn, ondanks onderzoek waaruit blijkt dat stedelijk fruit veilig is om te consumeren.

### Voedselverwerking
Voedselafval gaat door in de fase na de oogst, maar de hoeveelheden verlies na de oogst zijn relatief onbekend en moeilijk in te schatten. Hoe dan ook, de verscheidenheid aan factoren die bijdragen aan voedselverspilling, zowel biologisch / ecologisch als sociaal-economisch, zou het nut en de betrouwbaarheid van algemene cijfers beperken. Bij voedselopslag kunnen aanzienlijke verliezen worden toegeschreven aan plagen en micro-organismen. Dit is zeker een probleem voor landen met een combinatie van hoge temperaturen (rond 30 °C) en hoge luchtvochtigheid (tussen de 70 en 90 procent), aangezien dergelijke omstandigheden de voortplanting van schadelijke insecten en micro-organismen bevorderen. Verliezen in de voedingswaarde en calorische waarde, door extreme temperaturen, vochtigheid of de werking van micro-organismen, kunnen ook gezien worden als voedselverspilling. Verdere verliezen worden gegenereerd bij de behandeling van voedsel en door krimp in gewicht of volume.

### Retail
Winkels gooien grote hoeveelheden voedsel weg. Meestal bestaat dit uit voedsel dat de houdbaarheidsdatum gebruiksdatum heeft bereikt. Ook wordt in sommige supermarkten voedsel weggegooid dat pas in de winkel aankomt nadat een derde van de tijd tussen productie en de houdbaarheidsdatum al verstreken is. Voedsel dat de datum 'ten minste houdbaar tot' is gepasseerd, en soms zelfs voedsel dat de datum 'te gebruiken tot' is gepasseerd, is nog steeds eetbaar op het moment van verwijdering, maar winkels hebben een zeer verschillend beleid om overtollig voedsel te verwerken. Sommige winkels voorkomen dat arme of dakloze mensen het voedsel kunnen krijgen, terwijl anderen samenwerken met liefdadigheidsorganisaties om voedsel te verdelen. Retailers dragen ook bij aan afval als gevolg van contractuele afspraken met leveranciers. Als de overeengekomen hoeveelheden niet worden opgegeven, kunnen landbouwers of verwerkers hun contracten annuleren. Als gevolg hiervan zijn ze van plan meer te produceren dan nodig is om aan het contract te voldoen, om een foutenmarge te hebben. Overtollige productie wordt vaak eenvoudigweg weggegooid.
Winkeliers hebben meestal strikte cosmetische normen voor producten en als fruit of groenten misvormd zijn of oppervlakkig gekneusd, worden ze vaak niet op de plank gelegd, omdat er dan verwacht wordt dat het niet verkocht zal worden. In de Verenigde Staten wordt naar schatting zes miljard pond aan producten per jaar verspild vanwege het uiterlijk.

### Consumptie
Consumenten zijn direct en indirect verantwoordelijk voor het verspillen van veel voedsel, dat voor een groot deel kan worden vermeden als ze bereid zijn suboptimaal voedsel (maar nog steeds prima om op te eten) te accepteren. Bijvoorbeeld voedsel dat afwijkt qua sensorische kenmerken (afwijkende vormen, verkleuringen) en daardoor niet voldoet aan bepaalde minimale kwaliteitseisen of voedsel dat de houdbaarheidsdatum nadert of is gepasseerd.

## Impact op het milieu

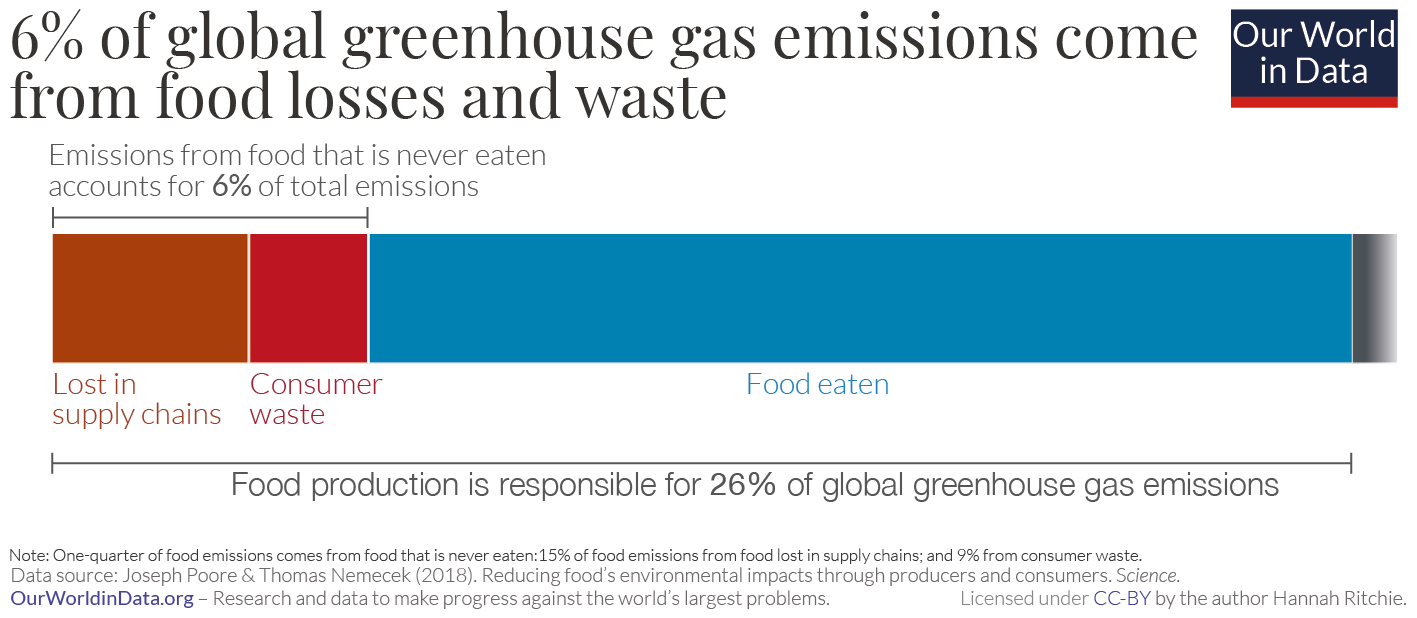
Voedselverspilling is verantwoordelijk voor 6% van de wereldwijde uitstoot van broeikasgassen

Volgens de Voedsel- en Landbouworganisatie (FAO) is voedselverspilling verantwoordelijk voor 8 procent van de wereldwijde, door mensen veroorzaakte, uitstoot van broeikasgassen. Voor elke kilo (verspild) voedsel wordt er 4,5 kilo CO2 in de atmosfeer uitgestoten.
De FAO concludeert dat bijna 30 procent van alle beschikbare landbouwgrond ter wereld – 1,4 miljard hectaren – wordt gebruikt voor voedsel dat niet wordt opgegeten. De globale watervoetafdruk van voedselverspilling is 250 km3, dat is de hoeveelheid water die jaarlijks door de Wolga stroomt of 3 keer het meer van Genève. Door voedselverspilling wordt ook 23% van de wereldwijde hoeveelheid meststoffen verspild en voor elke kilogram verspild voedsel wordt 1,3 liter benzine verspild.

## Verminderen van voedselverspilling

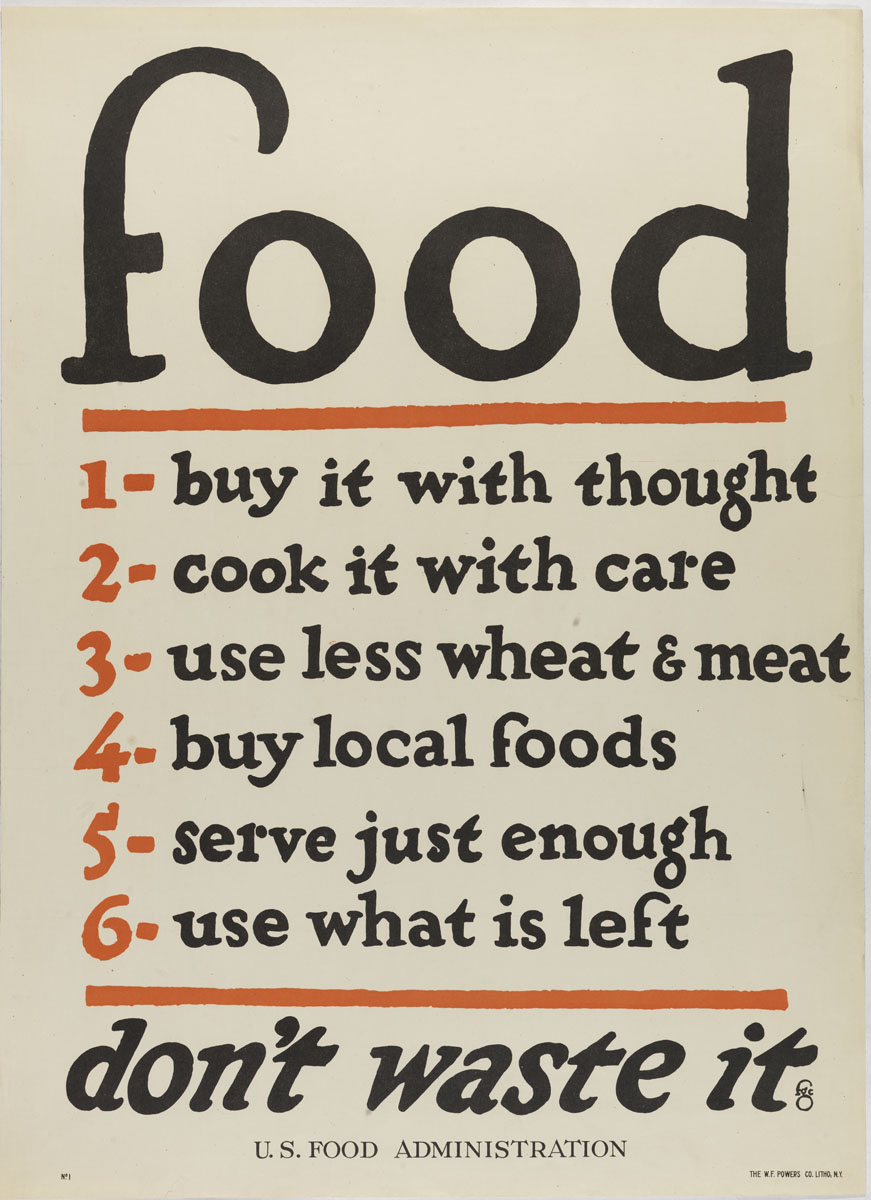
Campagnes voor het beperken van voedselverspilling gebruiken soms slogans uit Wereldoorlog I of Wereldoorlog II

De reactie op het probleem van voedselverspilling op alle sociale niveaus is enorm gevarieerd, waaronder campagnes van advies- en milieugroepen en media-aandacht over het onderwerp.
Een manier om met voedselverspilling om te gaan, is het verminderen van de creatie ervan. Consumenten kunnen bederf verminderen door hun boodschappen te plannen, potentieel verkwistende spontane aankopen te vermijden en voedsel op de juiste manier op te slaan. Het is aangetoond dat brede educatieve campagnes een effectieve manier zijn om voedselverspilling tegen te gaan. Een Britse campagne met de naam "Love Food Hate Waste" heeft mensen bewust gemaakt van preventieve maatregelen om voedselverspilling tegen te gaan. Via advertenties, informatie over voedselopslag en -voorbereiding en in-store onderwijs, constateerde het VK een daling van 21% in vermijdbaar huishoudelijk voedselafval in de loop van 5 jaar.
Een andere mogelijke oplossing is "slimme verpakking", die aangeeft wanneer voedingsmiddelen meer precies worden bedorven dan de huidige vervaldatums, bijvoorbeeld met temperatuurgevoelige inkt, plastic dat van kleur verandert bij blootstelling aan zuurstof, of een gel die van kleur verandert met de tijd.
Ook vanuit het bedrijfsleven zijn er initiatieven ontstaan om voedselverspilling tegen te gaan. Zo zijn er restaurants die met producten werken die anders weggegooid worden en bestaan er online platforms om tegen gereduceerd tarief voedsel bij winkels en restaurants af te halen dat anders weggegooid zou worden.

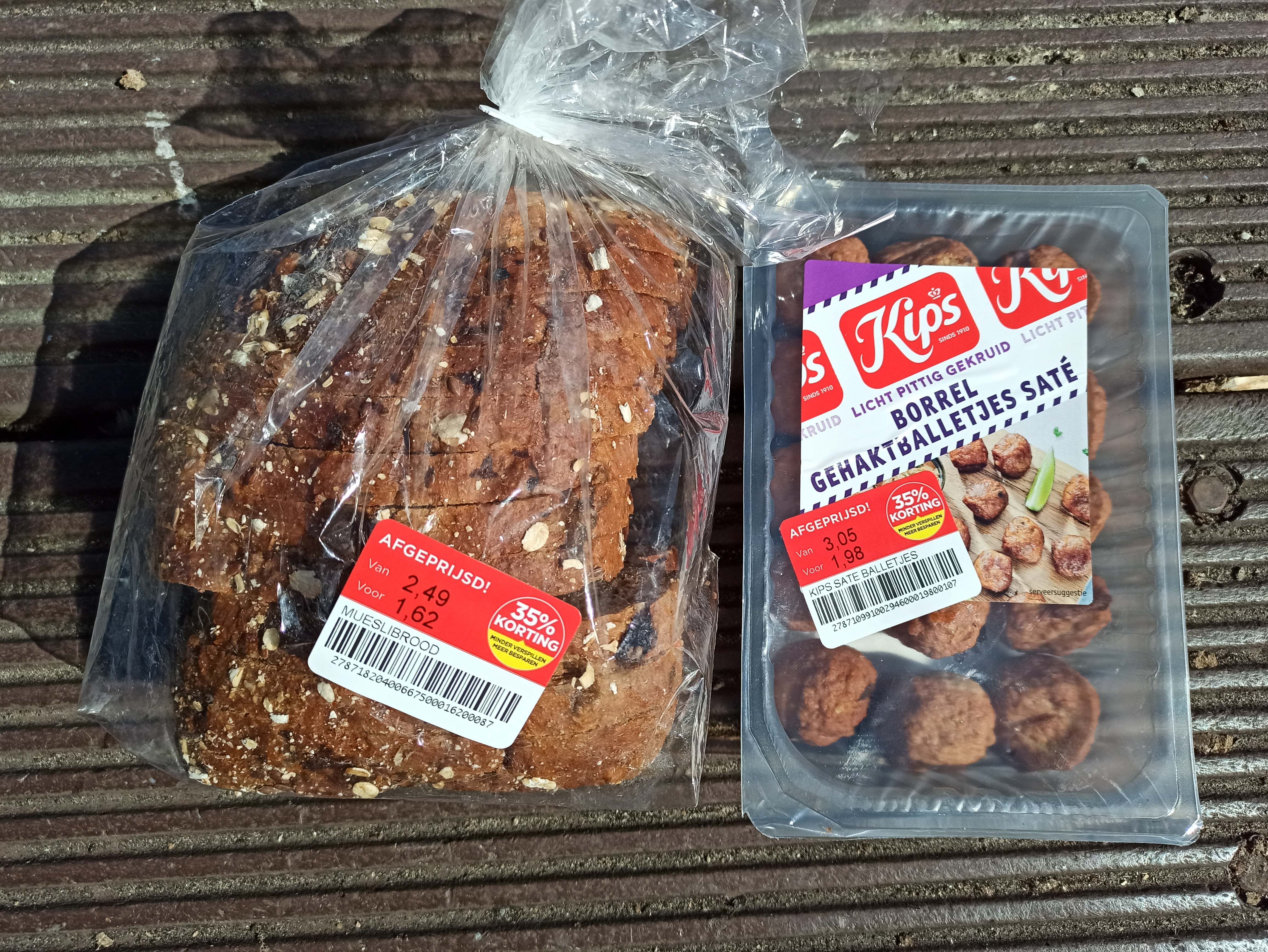
Korting om verspilling te voorkomen bij de Vomar

In supermarkten kunnen producten nabij de houdbaarheidsdatum voor gereduceerde prijs worden aangeboden. Een voorbeeld is 'brood van gisteren' waarbij de prijsreducties nog groter kunnen zijn.
Voedselverspilling wordt ook verminderd door sociale initiatieven zoals de voedselbank. Hierbij doneren supermarkten hun overschot aan voedsel voor mensen die het minder breed hebben en deze mensen kunnen dan gratis een pakket ophalen. Dit initiatief zorgt ervoor dat armere mensen toch voedsel tot hun beschikking hebben en dat minder voedsel wordt weggegooid.

## Verwijdering
Als alternatief voor storten kan voedselafval worden gecomposteerd om als grondverbeteraar te dienen, aan dieren worden gevoerd of kan het gebruikt worden om energie of brandstof te produceren.